# وزارت محیط زیست (دانمارک)

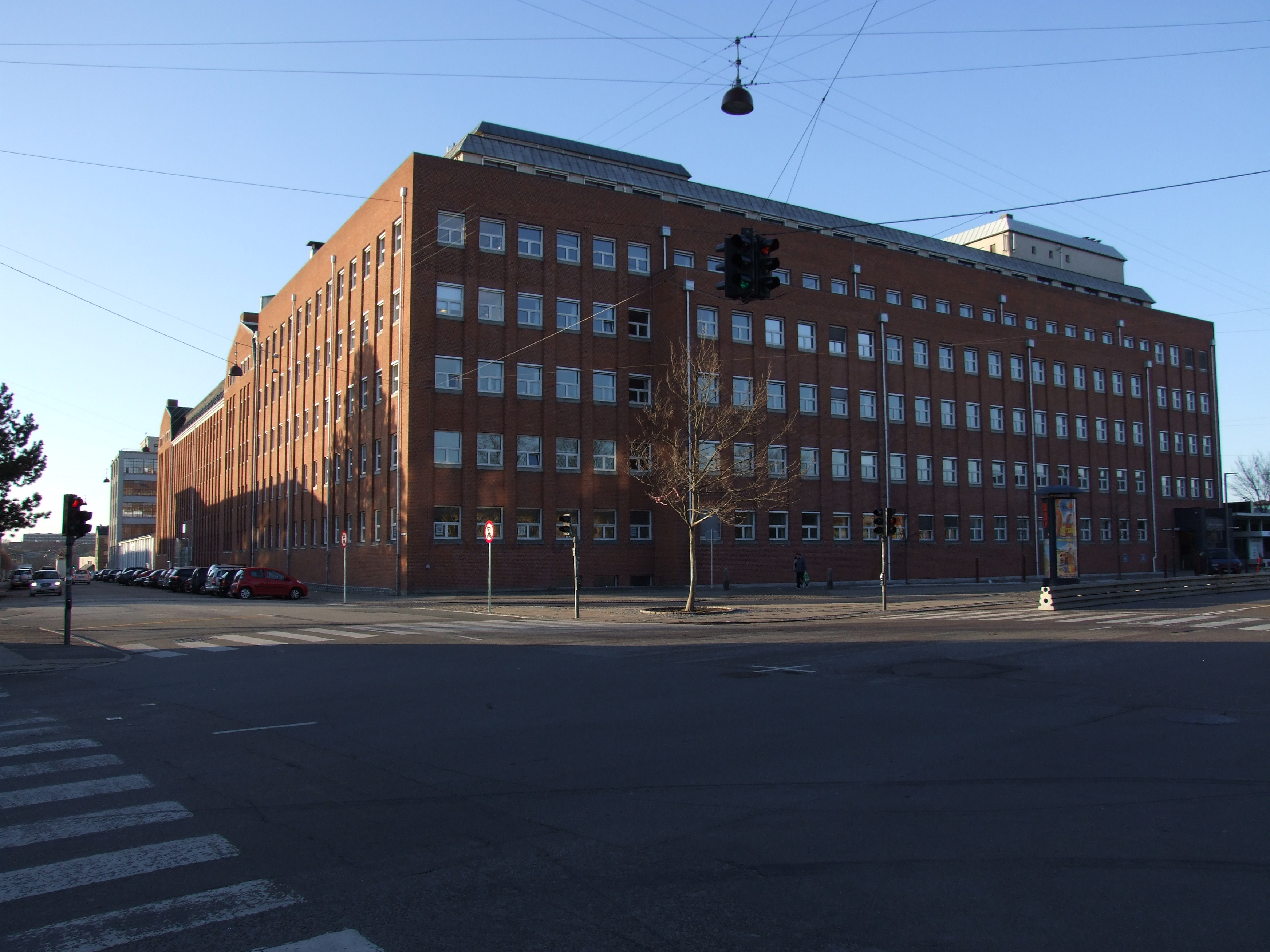
دفتر مرکزی وزارت محیط زیست

وزارت محیط زیست (دانمارکی: Miljøministeriet) که دفتر مرکزی آن در کپنهاگ است، مسئول تقریباً تمام موضوعات مربوط به مسائل زیست محیطی در این کشور می‌باشد.
این وزارتخانه که در سال ۱۹۷۱ تحت عنوان وزارت مبارزه با آلودگی ایجاد شد، نام خود را در سال ۱۹۷۳ به وزارت محیط زیست کنونی تغییر داد. با این حال، از ۱۹۹۴ تا ۲۰۰۵ که با وزارت نیرو ادغام شد به عنوان وزارت محیط زیست و انرژی شناخته می‌شد. در سال ۲۰۰۵، بخش نیرو دوباره جدا شد و این وزارتخانه به نام قدیمی خود بازگشت.
در یک بیانیه مطبوعاتی در ۲۱ مارس ۲۰۰۷، این وزارتخانه اعلام کرد که میزبان اجلاس کنوانسیون سازمان ملل درباره چارچوب تغییر اقلیم در سال ۲۰۰۹ در کپنهاگ خواهد بود. همچنین گردهمایی تغییرات اقلیمی سازمان ملل ۲۰۰۹ نیز از ۷ دسامبر تا ۱۸ دسامبر ۲۰۰۹ در کپنهاگ برگزار گردید.

## آژانس‌ها و موسسات تحت پوشش

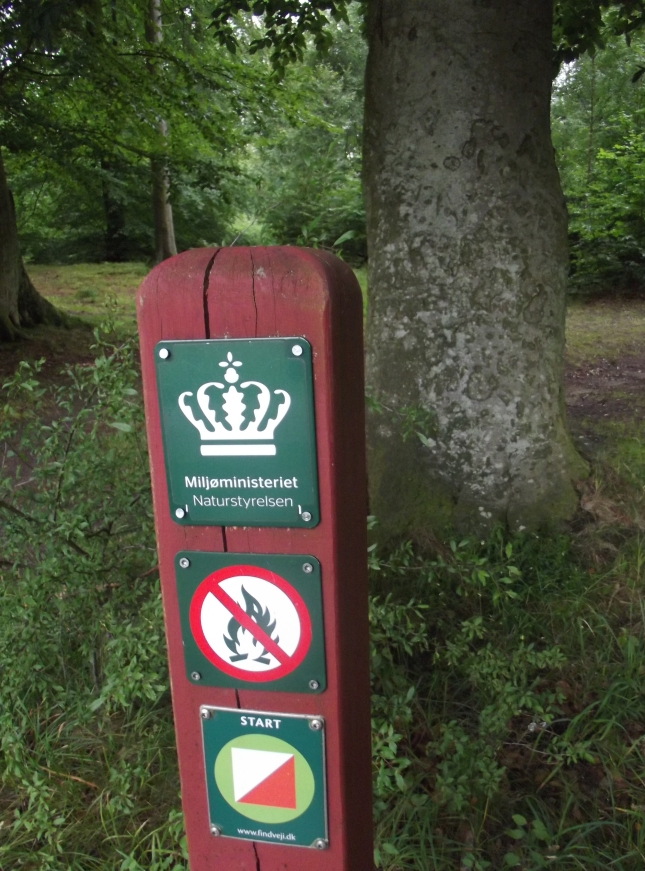
علامت وزارت در یک پارک طبیعی (Teglstrup Hegn)

- علامت وزارت در یک پارک طبیعی (Teglstrup Hegn)پورتال طبیعت دانمارک و محیط زیست
- آژانس اطلاعات جغرافیایی دانمارک[۲]
- آژانس طبیعت دانمارک[۳] که در ۱ ژانویه ۲۰۱۱ با ادغام آژانس شهر و منظر و آژانس جنگل و طبیعت دانمارک ایجاد شد.
- آژانس محیط زیست[۴]
- هیئت رسیدگی به شکایات مربوط به طبیعت و محیط زیست تأسیس شده در ۱ ژانویه ۲۰۱۱ با ادغام هیئت رسیدگی به شکایات زیست محیطی و هیئت رسیدگی به شکایات مربوط به طبیعت[۵]